# متحف أطفال الحرب
متحف أطفال الحرب هو متحف تاريخي في سراييفو، البوسنة والهرسك، افتتح في يناير- كانون الثاني- عام 2017. ويعرض المتحف تجارب الأطفال الذين عاشوا خلال الحرب في البوسنة.
وقد تم منح جائزة متحف مجلس أوروبا لعام 2018 (وهي واحدة من أعرق الجوائز في صناعة المتاحف) إلى متحف أطفال الحرب كجزء من جوائز المتحف الأوروبي للسنة.
بدأ المشروع في عام 2010 عندما استخدم جاسمينكو هاليلوفيتش، وهو رجل أعمال من سراييفو وناشط و«طفل حرب»، منصة على الإنترنت لجمع ذكريات قصيرة من صغار البالغين الذين كانوا أطفالاً خلال الحرب البوسنية. أكثر من 1000 من الشباب قدموا ذكرياتهم. جمع هاليلوفيتش هذه الذكريات في كتاب نُشر في عام 2013. ثم تمت ترجمة الكتاب إلى الألمانية واليابانية.
عندما بدأ خليلوفيتش المقابلة مع الشباب الذين قدموا الذكريات، أدرك أن العديد من «أطفال الحرب» السابقين لا يزال لديهم ذكريات محددة تربطهم بالحرب. بدأ العمل مع فريق من المهنيين الشباب الآخرين لتطوير مجموعة من المتاحف، وفي نهاية المطاف جمع أكثر من 3000 قطعة وأكثر من 60 شهادة شفوية.
في أيار / مايو 2016، أقام متحف أطفال في الحرب معرضه المؤقت الأول في المتحف التاريخي للبوسنة والهرسك.وتبعه مزيد من المعارض في مدينة زينيتشا. في يناير 2017، افتتح المعرض الدائم للمتحف في شارع Logavina في سراييفو.
تحتوي مجموعات المتحف على يوميات، ألعاب، صور فوتوغرافية، ملابس، ومجموعة متنوعة من تبرعات تبرع بها الناجون من الحرب. بالإضافة يمكن للزوار الاستماع إلى الشهادات وقراءة مقتطفات من مقابلات التاريخ الشفوي.

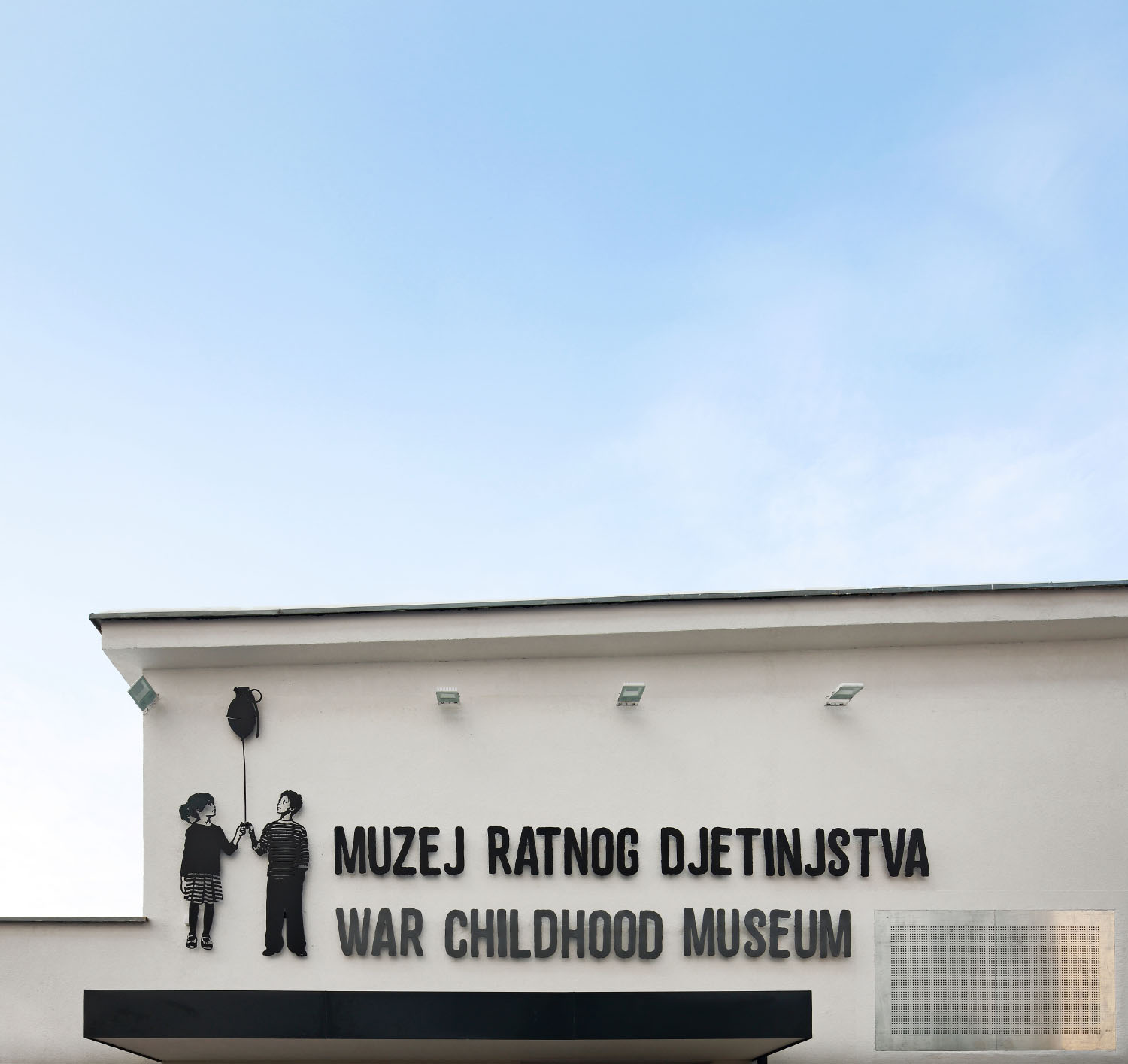
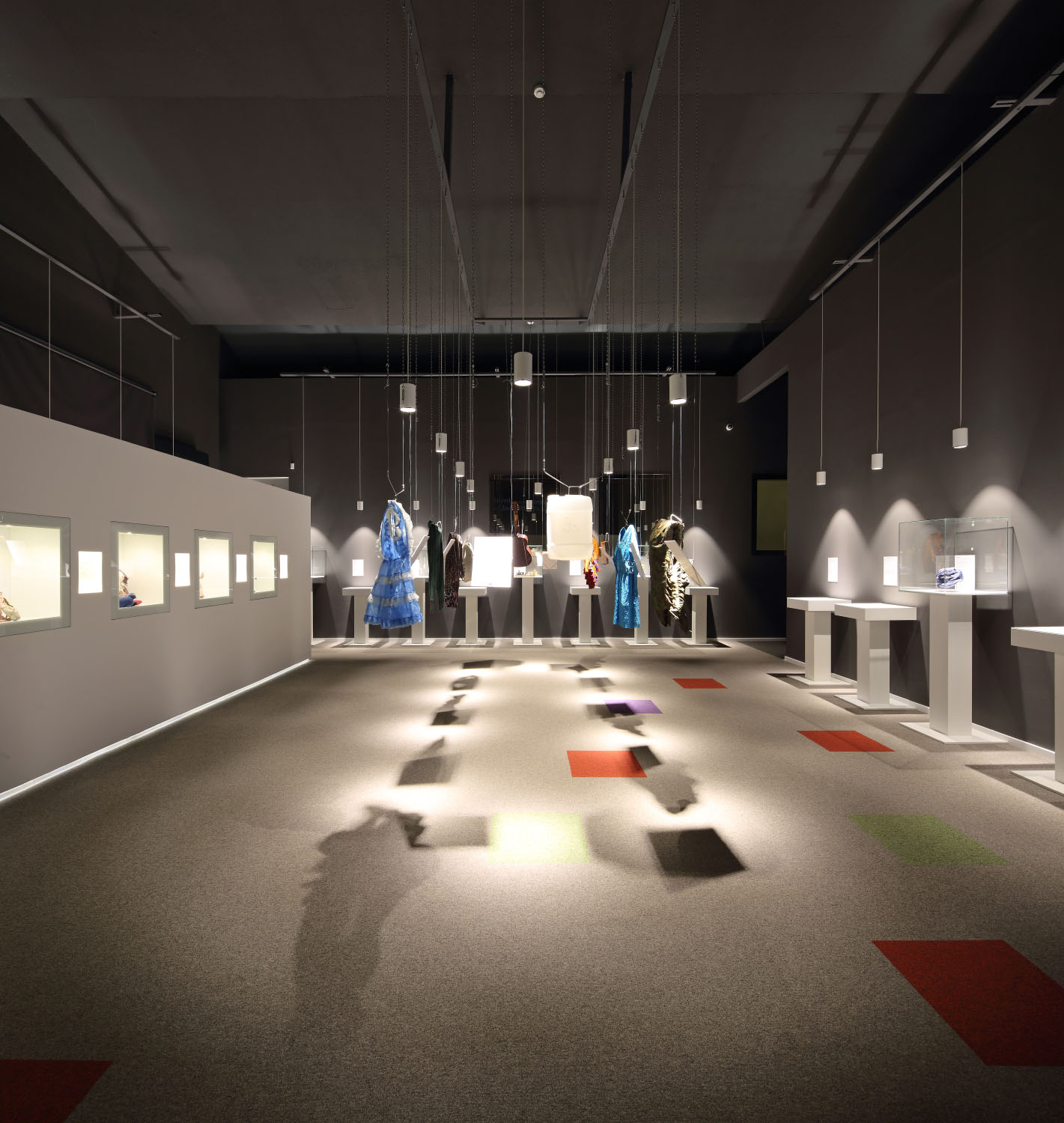
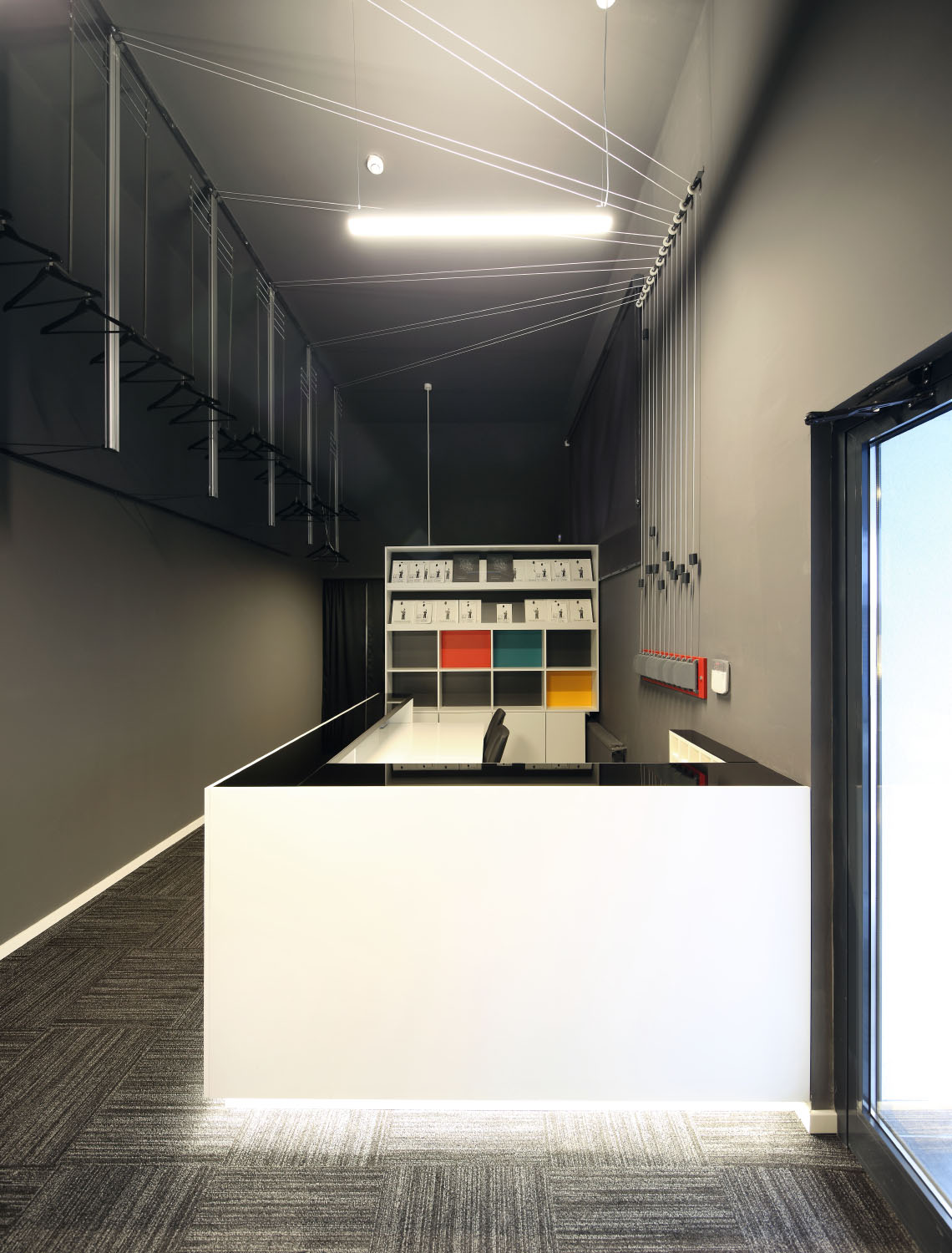